# Estefanía Banini
Estefanía Banini, née le 21 juin 1990 à Mendoza, est une footballeuse internationale argentine. Elle évolue au poste de milieu de terrain à l'Atlético Madrid dans le championnat d'Espagne féminin. Elle officie comme capitaine de l'équipe nationale d'Argentine et participe à la Coupe du monde 2019 organisée en France.

## Biographie
Avec l'équipe d'Argentine, elle participe à la Copa América en 2014 puis en 2018. Elle se classe troisième de l'édition 2018.
En 2019, elle fait partie des 23 joueuses argentines retenues afin de participer à la Coupe du monde 2019 organisée en France.